# Округ Берлесон (Тексас)
Округ Берлесон (енгл. Burleson County) је округ у америчкој савезној држави Тексас. По попису из 2010. године број становника је 17.187.

## Демографија
Према попису становништва из 2010. у округу је живело 17.187 становника, што је 717 (4,4%) становника више него 2000. године.
| Група             | 2000.          | 2010.          |
| Белци             | 11.361 (69,0%) | 11.696 (68,1%) |
| Афроамериканци    | 2.481 (15,1%)  | 2.098 (12,2%)  |
| Азијати           | 28 (0,2%)      | 28 (0,2%)      |
| Хиспаноамериканци | 2.411 (14,6%)  | 3.166 (18,4%)  |
| Укупно            | 16.470         | 17.187         |